# Disconectes furcatus
Disconectes furcatus is een pissebed uit de familie Munnopsidae. De wetenschappelijke naam van de soort is voor het eerst geldig gepubliceerd in 1870 door G. O. Sars.